# Skrillex
Sonny John Moore (sinh ngày 15 tháng 1 năm 1988), được biết đến với nghệ danh Skrillex, là một nhà sản xuất nhạc điện tử, DJ, ca sĩ và nhạc sĩ người Mỹ. Lớn lên ở Đông Bắc Los Angeles và Bắc California, anh đã tham gia ban nhạc post-hardcore From First to Last với tư cách là ca sĩ hát chính vào năm 2004, và đã thu âm được hai album phòng thu với ban nhạc (Dear Diary, My Teen Angst Has a Body Count vào năm 2004 và Heroine vào năm 2006) trước khi rời đi để theo đuổi sự nghiệp solo vào năm 2007. Anh bắt đầu chuyến lưu diễn đầu tiên của mình với tư cách là nghệ sĩ solo vào cuối năm 2007. Sau khi tuyển chọn một đội hình ban nhạc mới, Moore tham gia Alternative Press Tour để hỗ trợ các ban nhạc như All Time Low và The Rocket Summer, kể từ đó anh thường xuyên xuất hiện trên trang bìa chuyên mục "100 ban nhạc bạn cần biết" của tạp chí Alternative Press'.
Sau khi phát hành EP Gypsyhook vào năm 2009, Moore đã lên kế hoạch ghi âm album phòng thu đầu tay của mình là Bells với nhà sản xuất Noah Shain. Tuy nhiên anh đã ngừng sản xuất album này và bắt đầu biểu diễn dưới cái tên Skrillex, cho phép EP My Name Is Skrillex được tải về miễn phí trên trang Myspace chính thức của anh. Sau đó anh đã phát hành EP Scary Monsters and Nice Sprites vào cuối năm 2010 và EP More Monsters and Sprites vào giữa năm 2011, cả hai đều đã trở thành những thành công thương mại vừa tầm. Vào ngày 30 tháng 11 năm 2011, anh được đề cử tổng cộng 5 giải Grammy tại Lễ trao giải Grammy lần thứ 54, bao gồm Giải Grammy cho Nghệ sĩ mới xuất sắc nhất, tiếp đó anh giành được ba giải "Best Dance/Electronica Album", "Best Dance Recording" và "Best Remixed Recording, Non-Classical". Vào ngày 5 tháng 12 năm 2011, BBC đã thông báo rằng anh đã được đề cử cho cuộc bình chọn Bài hát của năm 2012. Vào ngày 12 tháng 12 năm 2011, anh cũng được vinh danh là nghệ sĩ nhạc dance điện tử của năm (giải thưởng của MTV).
Skrillex đã giành được tổng cộng 8 giải Grammy và giữ kỷ lục thế giới cho hầu hết các giải Grammy mà một nghệ sĩ nhạc Dance điện tử giành được. Skrillex đã hợp tác với Diplo và Boys Noize để thành lập các nhóm Jack Ü và Dog Blood. Việc này đã được thông báot tại ngày sinh nhật lần thứ 29 của Moore, anh đã đoàn tụ với "From First To Last và phát hành single "Make War". Năm 2017, Skrillex sản xuất và phối 8, là album phòng thu thứ tám của ban nhạc rock Incubus. Vào tháng 7 năm 2017, Skrillex phát hành một đĩa đơn khác có sự tham gia của một nghệ sĩ solo debut Poo Bear.

## Tuổi thơ
Moore sống ở khu Highland Park, Đông Bắc Los Angeles, vào năm 2 tuổi, anh được đưa vào học tiểu học tại khu Forest Hill ở San Francisco. Ở tuổi 9 và 10, Moore theo học tại một trường nội trú tại Mojave Desert LV, nhưng cuối cùng, anh lại chuyển về Bắc California. Cha mẹ của anh đều là thành viên khoa luận giáo. Anh được bạn bè của cha mẹ ruột nhận nuôi khi mới sinh và không biết điều này cho đến năm 15 tuổi. Vào năm 12 tuổi, gia đình anh chuyển về nơi sinh ra anh ở Đông Bắc Los Angeles. Tại đây anh đăng ký vào một trường học viện tư nhân chuyên về nghệ thuật ngôi trường  áp dụng một số phương pháp giáo dục của L. Ron Hubbard. Nhưng sau đó anh đã phải tự học ở nhà vào năm 14 tuổi do bị bắt nạt. Năm 2004, anh được biết mình là con nuôi và bỏ học khi mới chỉ 16 tuổi. Trong thời gian đó, Moore đã tham gia các buổi biểu diễn nhạc punk ở các khu dân cư người Mỹ gốc México ở Đông và Nam Los Angeles, sau đó anh còn tham gia các câu lạc bộ quẩy nhạc điện tử ở khu vực lân cận Silver Lake và Echo Park của trung tâm thành phố.

## Sự nghiệp

### From First to Last

Logo của Skrillex

From First to Last là một ban nhạc post-hardcore của Mỹ có trụ sở tại Khu vực Los Angeles và Tampa, Florida. Ban nhạc bao gồm giọng ca chính Moore, tay guitar chính Matt Good, guitar nhịp điệu: Travis Richter, bass Matt Manning và chơi trống là Derek Bloom.

### Dog Blood
Dog Blood là một dự án phụ của Boys Noize được thành lập vào năm 2012. Đĩa đơn đầu tay của họ bao gồm 2 bài hát "Next Order" và "Middle Finger" được phát hành vào ngày 12 tháng 8 năm 2012 trên Beatport và iTunes. Bài hát "Next Order" đã đứng đầu bảng xếp hạng Techno của Beatport.

### Jack Ü
Jack Ü là tên nhóm nhạc gồm cặp nghệ sĩ là Skrillex và Diplo. Buổi trình diễn đầu tiên trong chuyến lưu diễn của Jack Ü đã diễn ra tại Mad Decent Block Party ở San Diego vào ngày 15 tháng 9 năm 2013, đây là một chuyến lưu diễn trên toàn quốc được hãng thu âm Mad Decent tổ chức để giới thiệu các nghệ sĩ khác nhau đã ký hợp động với hãng. Diplo đã công bố dự án bằng cách phát hành các dòng sản phẩm Decent Block Party Mad với Jack Ü chơi ở nhiều điểm dừng trong chuyến lưu diễn. Sau một số phỏng đoán về danh tính của Jack Ü, Diplo cuối cùng đã tiết lộ rằng rằng "Jack Ü... có nghĩa là Skrillex và Diplo cùng nhau".

### 2004–2007: From First to Last

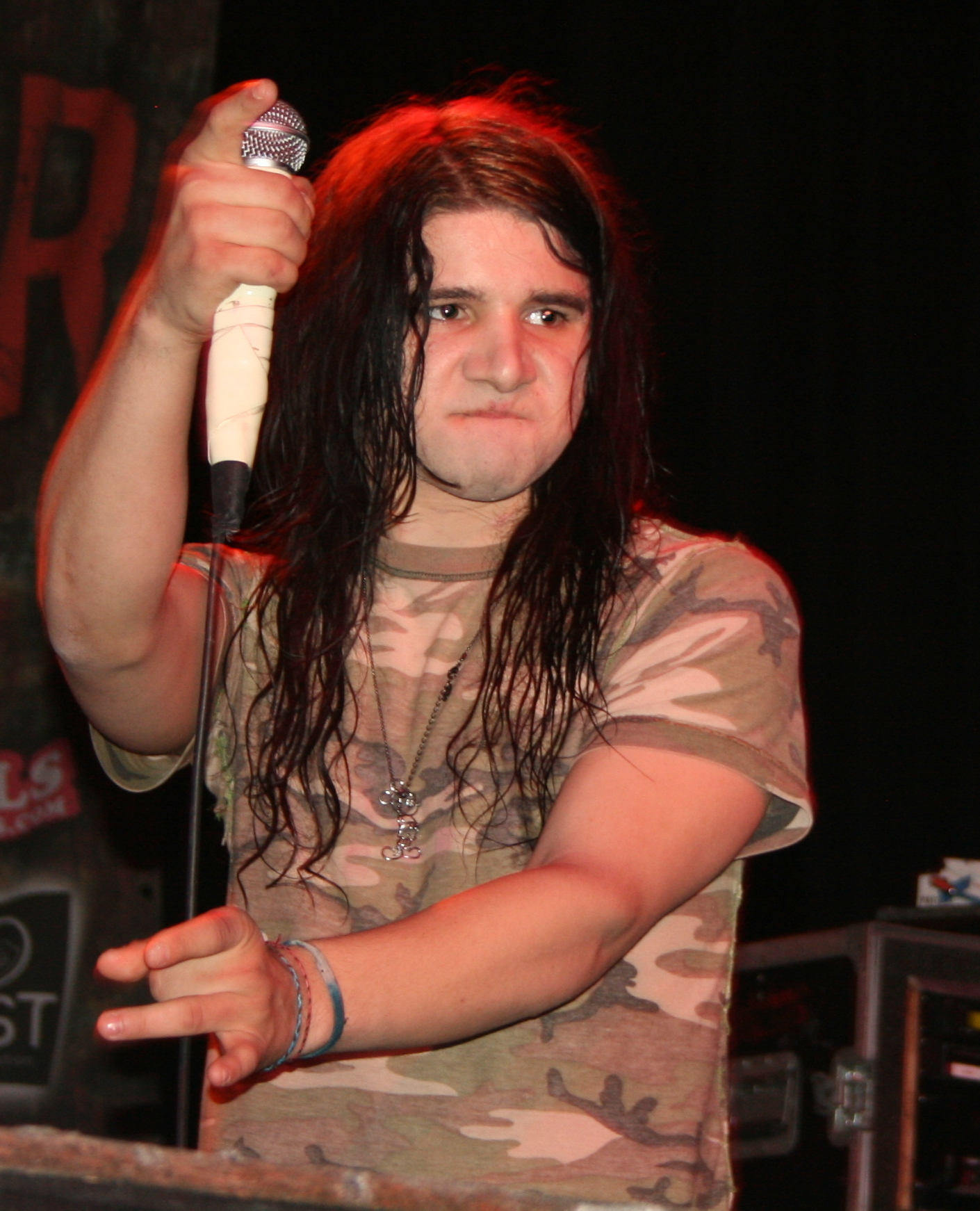
Sonny Moore vào năm 2008

Năm 2004, Moore liên lạc với Matt Good của From First to Last về việc chơi guitar cho ban nhạc trong album đầu tay của họ. Sau khi bay đến Georgia, 3 nhà sản xuất studio là Derrick Thomas, Eric Dale, McHale Butler đã nghe Moore hát và sau đó anh đã được chọn làm ca sĩ chính có kỹ năng chơi guitar giỏi. Vào tháng 6 năm 2004, Epitaph Records đã phát hành bản thu âm dài đầu tiên của ban nhạc với các thành viên mới của họ là Dear Diary, My Teen Angst Has a Body Count. Sau khi tổ chức một số chuyến lưu diễn thành công, hai là Vans Warped Tour và Dead by Dawn tour, họ đã bắt đầu thu âm album thứ hai, Heroine với sự hợp tác của nhà sản xuất Ross Robinson. Album được phát hành vào tháng 3 năm 2006 trên Epitaph với doanh thu cao kỷ lục, sau đó, ban nhạc đã trở thành một phần thành công trong nhiều chuyến lưu diễn, cho đến khi Moore bắt đầu gặp vấn đề về thanh nhạc dẫn đến việc ban nhạc phải hủy bỏ một số chuyến lưu diễn. Sau một cuộc phẫu thuật liên quan đến vấn đề thanh nhạc của anh, Moore nói với các thành viên ban nhạc rằng anh sẽ rời khỏi ban nhạc vĩnh viễn để chuyển sang hoạt động solo. Chương trình cuối cùng của FFTL có sự tham gia của Moore là ở thành phố quê hương Orlando, Florida của họ tại The House of Blues trong khi lưu diễn với Atreyu.
Moore thông báo anh đã rời khỏi ban nhạc From First to Last để theo đuổi sự nghiệp solo. Sau đó anh mở một trang Myspace có ba bản demo ("Signal", "Equinox" và "Glow Worm"). Đó cũng là động cơ thúc đẩy việc tổ chức buổi biểu diễn đầu tiên của Moore kể từ khi rời khỏi From First to Last. Vào ngày 7 tháng 4 năm 2007, cùng với nghệ sĩ đàn hạc Carol Robbins, Moore đã chơi một số bản nhạc gốc tại một tòa nhà nghệ thuật của địa phương. Sau nhiều tháng phát hành các bản demo qua Myspace, Moore đã tham gia chuyến lưu diễn Team Sleep cùng một ban nhạc đầy đủ. Chuyến lưu diễn cũng có các hành động hỗ trợ Monster in the Machine và Strata. Moore đã gửi đi một số CD demo trong chuyến lưu diễn này, giới hạn khoảng 30 đĩa cho mỗi buổi diễn. Những đĩa CD này độc quyền trong chuyến lưu diễn và được đóng gói trong một "phong bì màu xanh nhạt", mỗi đĩa có một hình vẽ độc đáo của Moore hoặc bạn cùng nhóm.

### 2008–2013: Sự nghiệp solo và các bản đĩa mở rộng

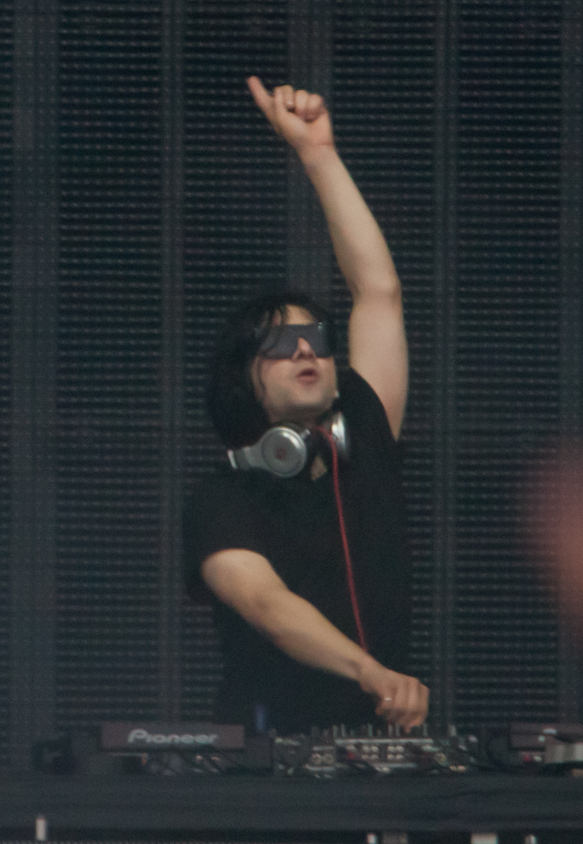
Skrillex vào năm 2012

Vào tháng 2 năm 2008, Tạp chí Alternative Press đã công bố kế hoạch tổ chức chuyến lưu diễn AP Tour hàng năm lần thứ hai với sự góp mặt của All Time Low, The Rocket Summer, The Matches và Forever the Sickest Kids cũng như Sonny Moore. Chuyến lưu diễn bắt đầu ở Houston, Texas vào ngày 14 tháng 3 và đi qua Bắc Mỹ, kết thúc ở Cleveland, Ohio vào ngày 2 tháng 5, với phần lớn các buổi diễn đã được bán hết vé. Tất cả các ban nhạc biểu diễn trong chuyến lưu diễn sẽ được giới thiệu trên bìa tạp chí đặc biệt 100 ban nhạc bạn cần biết hàng năm của Tạp chí Alternative Press và sẽ được phỏng vấn trên Alternative Press Podcast. Trong chuyến lưu diễn này, đội hình ban nhạc của Moore bao gồm Sean Friday chơi trống, Christopher Null chơi guitar và Aaron Rothe chơi keyboard. Vào ngày 7 tháng 4 năm 2009, anh phát hành Gypsyhook là một EP kỹ thuật số, bao gồm 3 bài hát và 4 bản phối lại. Ngoài ra còn có "海水" ("Kaisui"), một phiên bản tiếng Nhật của "Mora". Các bản sao gốc của EP đã có tại các buổi trình diễn của anh ấy. Sau khi đi lưu diễn với Innerpartysystem và Paper Route và mở màn cho Chiodos trong chuyến lưu diễn châu Âu của họ, Moore biểu diễn tại Bamboozle vào ngày 2 tháng 5. Anh ấy biểu diễn trên sân khấu Bamboozle Left's Saints and Sinners vào ngày 4 tháng 4. Anh ấy đã lưu diễn với Hollywood Undead vào tháng 4 năm 2009 biểu diễn với tên ban nhạc là Sonny and the Blood Monkeys với Chris Null (guitar điện), Sean Friday (trống, bộ gõ và nhịp) và Aaron Rothe (keyboard, đàn synthesizer, lập trình và nhạc xoay bàn đĩa). Moore đã tuyên bố rằng album Bells sẽ không được phát hành.
Năm 2008, Moore bắt đầu sản xuất và biểu diễn dưới bí danh Skrillex tại các câu lạc bộ ở khu vực Los Angeles. Bí danh này theo Moore không có ý nghĩa gì cả và là "một tên màn hình AOL trực tuyến cũ ngu ngốc". Trước đây anh ấy đã được biết trên Internet với cái tên Twipz. Vào ngày 7 tháng 6 năm 2010, Moore phát hành EP đầu tay Skrillex chính thức của mình là My Name Is Skrillex dưới dạng tải xuống miễn phí. Moore đã cung cấp chương trình và giọng hát cho ban nhạc metalcore của Vương quốc Anh Bring Me the Horizon trong album phòng thu thứ ba của họ là There Is a Hell Believe Me I've Seen It. There Is a Heaven Let's Keep It a Secret. Cuối năm đó, Sonny bắt đầu chuyến lưu diễn toàn quốc với deadmau5 sau khi ký hợp đồng thu âm mau5trap và phát hành EP thứ hai là Scary Monsters and Nice Sprites.

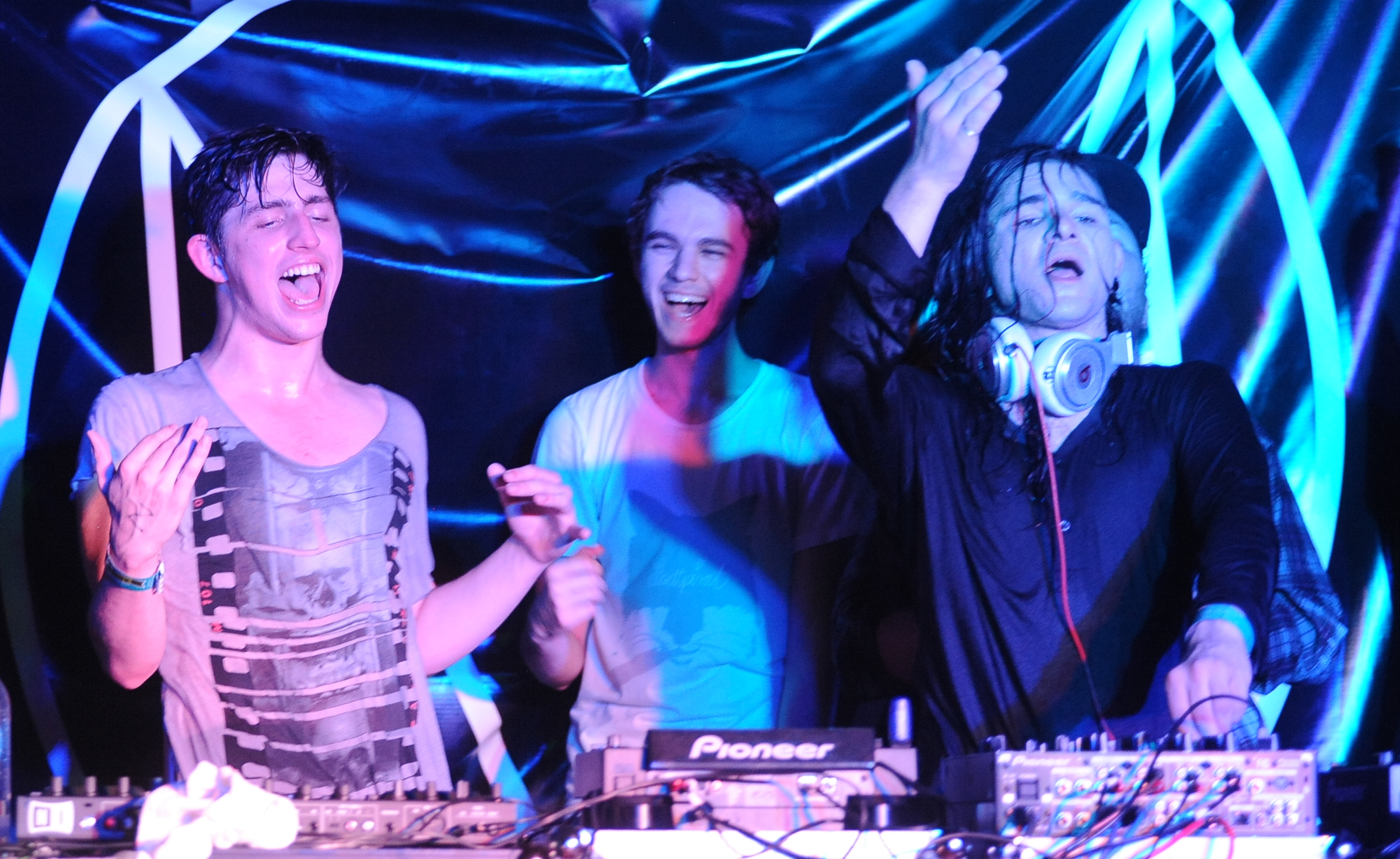
(Từ trái sang phải:) Porter Robinson, Zedd và Skrillex biểu diễn tại SXSW vào ngày 16 tháng 3 năm 2012

Moore bắt đầu "Project Blue Book Tour" vào năm 2011 với sự hỗ trợ từ Porter Robinson, Tommy Lee và DJ Aero cũng như sự xuất hiện của Sofia Toufa cho bài hát mới "Bring Out the Devil". Skrillex đã tiết lộ một số bản nhạc mới trong chuyến lưu diễn này bao gồm "First of the Year" (trước đây gọi là "Equinox"), "Reptile" và "Cinema" (bản phối lại bản nhạc của Benny Benassi). "Reptile" đã được giới thiệu trong quảng cáo truyền hình cho Mortal Kombat 9 và "First of the Year (Equinox)" được giới thiệu trên More Monsters and Sprites, EP tiếp theo của anh ấy và là người bạn đồng hành với Scary Monsters and Nice Sprites. Vào tháng 4 năm 2011, Spin ra mắt "Get Up" là một ca khúc mới độc quyền của Korn do Skrillex sản xuất. Korn đã cung cấp bản nhạc để tải xuống miễn phí qua trang Facebook của họ. Vào ngày 15 tháng 4 năm 2011, KoRn tham gia cùng Skrillex trên sân khấu cho bối cảnh của anh ấy tại Coachella 2011. Vào ngày 18 tháng 4 năm 2011, studio phát triển Sony Computer Entertainment (SCEA) đã phát hành một đoạn giới thiệu bài hát Naughty Dog cho thành phần nhiều người chơi của trò chơi PlayStation 3 Uncharted 3: Drake's Deception có "Kill EVERYBODY" từ Scary Monsters and Nice Sprites.
Vào tháng 6 năm 2011 "More Monsters and Sprites" được phát hành trên Beatport một EP bao gồm 3 ca khúc gốc, bao gồm "First of the Year (Equinox)" và hai phiên bản của ca khúc gốc "Ruffneck". Bản nhạc "Ruffneck Bass" đã bị rò rỉ trên internet nhiều tháng trước đó, sử dụng mẫu tương tự như trong bản nhạc "Ruffneck" mới trong EP. Skrillex đã phát hành video âm nhạc cho "Rock n' Roll (Will Take You to the Mountain)" trên trang YouTube chính thức của mình vào ngày 20 tháng 6 năm 2011. Vào ngày 17 tháng 8 năm 2011 Skrillex đã công bố hãng của mình OWSLA.

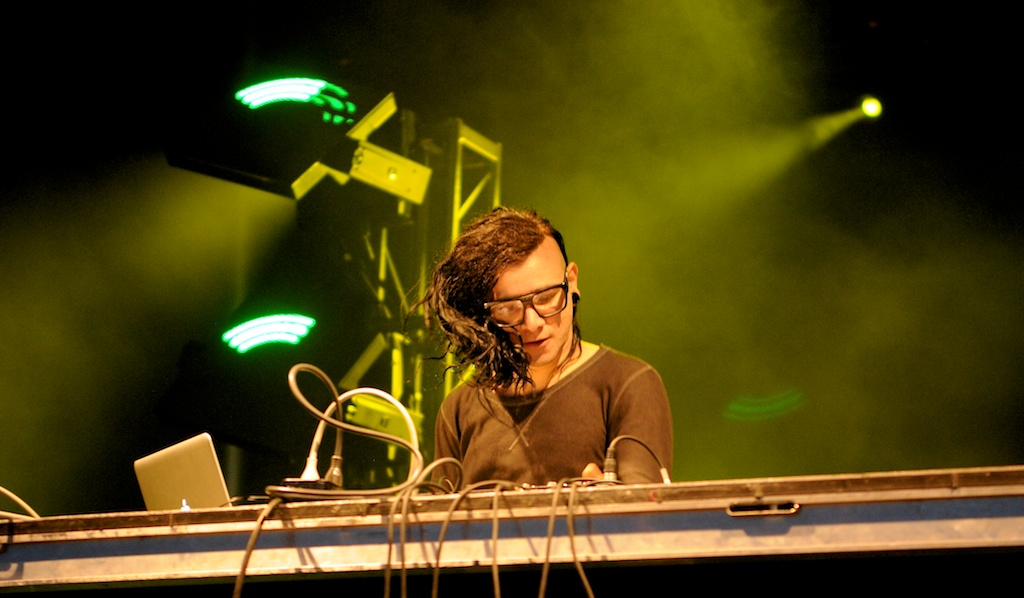
Skrillex biểu diễn trực tiếp tại Ottawa Bluesfest 2011

"Các bản phát hành đầu tiên của hãng sẽ đến từ các nhà sản xuất dubstep có trụ sở tại Bristol, KOAN Sound, nghệ sĩ điện tử mới Porter Robinson đến từ Bắc Carolina, ca sĩ kiêm nhạc sĩ Alvin Risk và M Machine có trụ sở tại San Francisco (chính thức là Metropolis)." Skrillex phát hành một video âm nhạc cho "First of the Year (Equinox)" trên Spin.com vào ngày 19 tháng 8 năm 2011. Vào cuối tháng 8 năm 2011, thông tin được công bố rằng anh ấy sẽ xuất hiện trong bản phát hành đầu tiên của Knife Party hợp tác trong "Zoology", một ca khúc theo phong cách Moombahton. Bản nghe thử đã được phát hành trên YouTube. Vào cuối tháng 9 năm 2011, anh đã tạo ra ca khúc "Syndicate" để quảng cáo cho trò chơi điện tử cùng tên. Album Fire & Ice năm 2011 của Kaskade giới thiệu "Lick It" là sự hợp tác giữa Kaskade và Skrillex. Video cho bản nhạc "First of the Year (Equinox)" của Skrillex xuất hiện trong tập đầu tiên của quá trình sự hồi sinh Beavis and Butt-head.
Vào ngày 8 tháng 11, Skrillex nói rằng anh ấy dự định phát hành album Voltage. Skrillex đã tiết lộ cho người hâm mộ thêm thông tin về Voltage trên Tạp chí RockSound sau buổi chụp hình cho trang bìa và thực hiện một cuộc phỏng vấn sâu rộng về chuyến lưu diễn của anh ấy. Tuy nhiên, vì những lý do không xác định thì album đã không bao giờ được phát hành, thay vào đó ngày 21 tháng 12 năm 2011 Skrillex đã công bố EP Bangarang cho bản phát hành Beatport vào ngày 23 tháng 12, sau đó vào ngày 12 tháng 8 năm 2012, một dự án phụ mới của anh ấy được thành lập với Boys Noize mang tên Dog Blood đã phát hành một EP có tên Next Order/Middle Finger. Vào ngày 6 tháng 11 năm 2012, Skrillex phát hành bộ 3 hộp nhựa vinyl phiên bản giới hạn. Skrillex đã sáng tác bản nhạc "Bug Hunt" cho bộ phim hoạt hình Wreck-It Ralph cũng như đóng vai khách mời ngắn gọn với tư cách là DJ trong màn đầu tiên của bộ phim và vào tháng 12 năm 2012, "Make It Bun Dem" được sử dụng như một biến thể lặp lại trong nhiệm vụ chơi đơn 'Kick the Hornets Nest' trong trò chơi Far Cry 3. Anh ấy cùng Cliff Martinez đã tạo thêm điểm nhấn cho Spring Breakers.

### 2014:Recess
Skrillex đã xác nhận tại một buổi biểu diễn vào tháng 1 năm 2013 rằng anh ấy sẽ phát hành một đĩa LP mới vào mùa hè. Vào ngày 2 tháng 1 năm 2013, Skrillex phát hành EP thứ 7 của mình,là Leaving  trên gói đăng ký của OWSLA, Nest IV. Sau đó anh đã phát hành đĩa đơn "Try It Out" cùng với Alvin Risk.
Vào ngày 7 tháng 3 năm 2014, một ứng dụng có tên "Alien Ride" đã được đưa lên App Store của Apple trong đó chứa một thư mục bí mật với 11 đối tượng ẩn và đồng hồ đếm ngược kết thúc vào ngày 10 tháng 3 lúc 6:30 EST. Trang web của Moore đã được cập nhật với hình ảnh của ứng dụng trên trang nhất và sau đó có thêm tiết lộ là thư mục chứa url của Google Play và iTunes, bí mật được giải mã ra là 11 bài hát mới có sẵn để nghe trực tuyến bao gồm LP đầu tay của anh ấy có tên là Recess. Album đã có sẵn để đặt hàng trước lúc nửa đêm và được phát hành chính thức vào ngày 18 tháng 3 năm 2014.

### 2016–2022: Hợp tác và quay về From First to Last

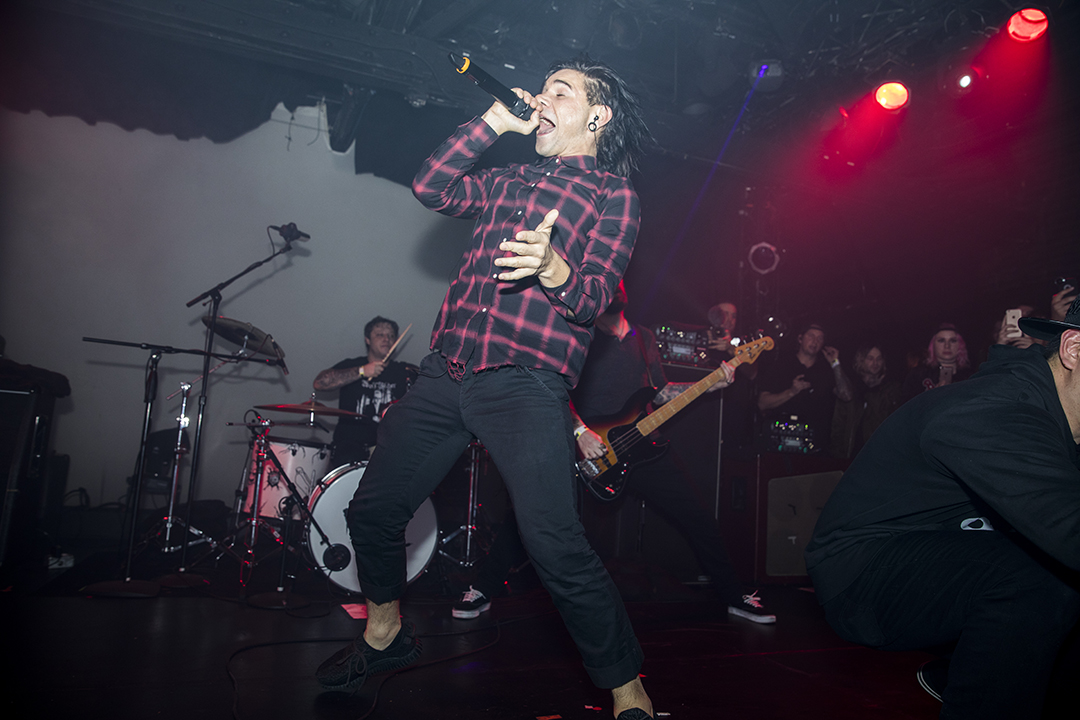
Skrillex biểu diễn với From First to Last tại Emo Nite vào năm 2017, chương trình đầu tiên của anh ấy với ban nhạc sau hơn 10 năm.

Skrillex đã tham gia vào ngành công nghiệp K-pop bằng cách hợp tác với nhóm nhạc nữ 4Minute. Vào ngày 25 tháng 1 năm 2016, Cube Entertainment đã phát hành tracklist và hình ảnh teaser cá nhân cho các thành viên. Ca khúc đầu tiên là "Hate", được sáng tác và dàn dựng bởi Skrillex.
Vào ngày 15 tháng 1 năm 2017, Moore đã tweet "Happy Birthday" với một liên kết dẫn đến một bài hát mới của From First to Last có sự góp giọng của Moore. Sau đó, anh trở lại tham gia ban nhạc tại Emo Nite LA lần đầu tiên sau gần một thập kỷ. Năm 2017, anh phát hành các bài hát "Chicken Soup" với Habstrakt, "Would You Ever" với Poo Bear, "Saint Laurent" với DJ Sliink và Wale và "Favor" với Vindata và NSTASIA.
Vào tháng 7 năm 2018, Skrillex đã trêu chọc người hâm mộ bằng cách hợp tác với Missy Elliott trong một đoạn trích có tên gọi là "ID", ngày phát hành cho đĩa đơn vẫn chưa được công bố.
Vào ngày 8 tháng 10 năm 2018, Skrillex đã đăng tải một bức ảnh lên Twitter giới thiệu sự hợp tác giữa anh với DJ và nhà sản xuất người Anh Joyryde, sau đó đăng một đoạn video giới thiệu bản nhạc lên Instagram. Sự hợp tác "Agen Wida" được chính thức phát hành vào ngày 19 tháng 10 năm 2018. Vào ngày 24 tháng 10 năm 2018 trên Instagram, anh ấy đã nêu cảm nhận về bài hát "Arms Around You", một sản phẩm đến từ sự hợp tác của XXXTentacion, Lil Pump, Maluma và Swae Lee. Đĩa đơn đầy đủ được phát hành vào ngày 25 tháng 10 năm 2018.
Skrillex, Poo Bear và ca sĩ kiêm nhạc sĩ người Mỹ gốc Nhật Hikaru Utada đã hợp tác trong "Face My Fears", một bài hát mở đầu cho trò chơi điện tử Kingdom Hearts III. Đĩa đơn được phát hành vào ngày 18 tháng 1 năm 2019.
Vào ngày 18 tháng 7 năm 2019, Skrillex đã phát hành một EP gồm hai ca khúc Show Tracks gồm có "Fuji Opener" với sự góp mặt của Alvin Risk và "Mumbai Power" với sự góp mặt của rapper Beam.
Vào ngày 27 tháng 10 năm 2021, Skrillex biểu diễn buổi solo đầu tiên của mình tại Hoa Kỳ kể từ khi bắt đầu đại dịch tại Avant Gardner ở Brooklyn, New York.

### 2023: Quest For Fire và Don't Get Too Close
Vào tháng 1 năm 2023, Moore đăng một đoạn video ngắn lên mạng xã hội giới thiệu việc phát hành phần tiếp theo được mong đợi từ lâu cho album Recess của anh ấy. Sau đó, anh thông báo rằng đĩa đơn chính "Rumble", gồm Flowdan và Fred Again sẽ được phát hành vào ngày 4 tháng 1.

## Ảnh hưởng
Moore đã trích dẫn Marilyn Manson, Nine Inch Nails và the Doors là những người ảnh hưởng lên anh thuở ban đầu. Moore nói trong một cuộc phỏng vấn trực tuyến rằng anh ấy là một người hâm mộ lâu năm của Warp, một hãng có danh sách bao gồm các nghệ sĩ điện tử nổi tiếng như Aphex Twin và Squarepusher. Trong một cuộc phỏng vấn cho Daft Punk Unchained, một bộ phim tài liệu năm 2015 về bộ đôi nhạc điện tử người Pháp Daft Punk, Moore cho biết anh lần đầu tiên được tiếp xúc với nhạc khiêu vũ điện tử sau khi tham dự buổi biểu diễn Coachella tổ chức vào năm 2006 được đánh giá cao của bộ đôi này.

## Đời tư
Trong một cuộc phỏng vấn năm 2015, Moore nói rằng mặc dù cha mẹ anh thực hành khoa luận giáo nhưng anh thì không. Anh giải thích rằng âm nhạc tiêu tốn phần lớn thời gian mà anh có thể dành cho tôn giáo về mặt lý thuyết. Mẹ anh mất vào tháng 6 năm 2015.

## Danh sách đĩa nhạc

### Album phòng thu
- Recess (2014)
- Quest for Fire (2023)
- Don't Get Too Close (2023)

## Phim ảnh
- Let's Make a Spaceship (2014)

Moore hợp tác với Red Bull để sản xuất một bộ phim tài liệu. Bộ phim được công chiếu vào ngày 11 tháng 10 năm 2014, lúc 10 giờ tối theo giờ CT tại Liên hoan ACL sau màn trình diễn tóm tắt của anh ấy. Buổi biểu diễn, những thước phim tài liệu và những màn trình diễn của anh ấy và của những người khác vẫn được lưu lại để phát trực tuyến trên trang web của Red Bull TV.

## Giải thưởng và đề cử

### Giải Grammy
| Năm  | Đề cử / Tác phẩm                                                         | Giải thưởng                                | Kết quả   |
| ---- | ------------------------------------------------------------------------ | ------------------------------------------ | --------- |
| 2012 | Chính anh                                                                | Nghệ sĩ mới xuất sắc nhất                  | Đề cử     |
| 2012 | "Scary Monsters and Nice Sprites"                                        | Thu âm nhạc khiêu vũ xuất sắc nhất         | Đoạt giải |
| 2012 | Scary Monsters and Nice Sprites                                          | Album nhạc điện tử/khiêu vũ xuất sắc nhất  | Đoạt giải |
| 2012 | Benny Benassi hợp tác với Gary Go – "Cinema (bản phối lại của Skrillex)" | thu âm phối lại, bán cổ điển xuất sắc nhất | Đoạt giải |
| 2012 | "First of the Year (Equinox)"                                            | Video nhạc hình thái ngắn xuất sắc nhất    | Đề cử     |
| 2013 | "Bangarang"                                                              | Thu âm nhạc khiêu vũ xuất sắc nhất         | Đoạt giải |
| 2013 | Bangarang                                                                | Album nhạc điện tử/khiêu vũ xuất sắc nhất  | Đoạt giải |
| 2013 | Promises (bản phối lại của Skrillex & Nero)                              | thu âm phối lại, bán cổ điển xuất sắc nhất | Đoạt giải |
| 2016 | "Where Are Ü Now" (với Diplo và Justin Bieber)                           | Thu âm nhạc khiêu vũ xuất sắc nhất         | Đoạt giải |
| 2016 | Skrillex and Diplo Present Jack U (với Diplo)                            | Album nhạc điện tử/khiêu vũ xuất sắc nhất  | Đoạt giải |
| 2017 | Purpose (vai trò nhà sản xuất)                                           | Album của năm                              | Đề cử     |
| 2017 | "Purple Lamborghini" (với Rick Ross)                                     | Ca khúc nhạc phim hay nhất                 | Đề cử     |

### Giải Kids Choice
| Năm  | Người được chỉ định / công việc | Giải thưởng                | Kết quả    |
| ---- | ------------------------------- | -------------------------- | ---------- |
| 2017 | Bản thân anh ấy                 | Nghệ sĩ DJ / EDM yêu thích | Được đề cử |

### Giải Video âm nhạc của MTV
| Năm  | Người được chỉ định / công việc                 | Giải thưởng                          | Kết quả    |
| ---- | ----------------------------------------------- | ------------------------------------ | ---------- |
| 2012 | "First of the Year (Equinox)"                   | Video nhạc khiêu vũ điện tử hay nhất | Được đề cử |
| 2012 | "First of the Year (Equinox)"                   | Hiệu ứng hình ảnh tốt nhất           | Thắng      |
| 2013 | " Breakn' a Sweat"                              | Hiệu ứng hình ảnh tốt nhất           | Được đề cử |
| 2015 | "Where Are Ü Now" (cùng Diplo và Justin Bieber) | Hiệu ứng hình ảnh tốt nhất           | Thắng      |
| 2015 | "Where Are Ü Now" (cùng Diplo và Justin Bieber) | Hướng đạo nghệ thuật xuất sắc nhất   | Được đề cử |
| 2015 | "Where Are Ü Now" (cùng Diplo và Justin Bieber) | Chỉnh sửa tốt nhất                   | Được đề cử |
| 2015 | "Where Are Ü Now" (cùng Diplo và Justin Bieber) | Bản nhạc của mùa hè                  | Được đề cử |

### Giải Annie
| Năm  | Người được chỉ định / công việc | Giải thưởng                                      | Kết quả |
| ---- | ------------------------------- | ------------------------------------------------ | ------- |
| 2013 | Ráp-phờ đập phá                 | Thành tựu xuất sắc, âm nhạc trong phim hoạt hình | Thắng   |